# EchoStar G1
EchoStar G1 (vormals auch ICO-G1 und DBSD-G1) ist ein kommerzieller Kommunikationssatellit des US-amerikanischen Satellitenbetreibers EchoStar.
Der Satellit wurde als ICO-G1 für die amerikanische Firma ICO Global Communications (Holdings) Limited gestartet. Die Firma nannte sich später in DBSD um, wodurch sich der Name des Satelliten zu DBSD-G1 änderte. Im März 2012 wurde die Firma von EchoStar aufgekauft und der Satellit in EchoStar G1 umbenannt.

## Nicht verwirklichtes Vorgängersystem
ICO-G1 ist ein Nachfolger der ICO-F-Satelliten mit denen die Vorgängerfirma ICO Global Communications später New ICO ein globales Satellitenkommunikationsnetz aufbauen wollte. Die Abk. ICO stand dabei für „Intermediate Circular Orbit“.
Die ICO-F-Satelliten Satelliten wurden von Boeing auf Basis des BSS-601 Satellitenbusses entwickelt. Jedoch wurden nur zwei fertiggestellt und ausgeliefert, der erste hatte einen Fehlstart mit einer Zenit 3SL, während der zweite am 19. Juni 2001 erfolgreich mit einer Atlas 2AS in eine kreisförmige Umlaufbahn in 13.390 km Höhe mit 45° Bahnneigung gestartet wurde. Der Satellit (ICO F2) war nach Angaben von ICO in Betrieb und sicherte die Frequenzzuteilung für das weltweite System die ICO über das Vereinigte Königreich von der ITU erhalten hatte. Ursprünglich sollten 15 Satelliten dieses Typs gebaut werden, wobei jedoch die letzten drei gestrichen und einige Zeit später der gesamte Vertrag von Boeing aufgelöst wurde.
Im März 2012 wurde ICO F2 abgeschaltet. Dies dürfte mit der Übernahme der Firma durch EchoStar zusammenhängen.

## Neues System mit Geostationären Satelliten zur Versorgung der USA
ICO-G1 ist der erste Satellit eines neuen Konzeptes das auf Geostationären Satelliten zur Abdeckung der Vereinigten Staaten beruht und keine globale Abdeckung bietet. Die Satelliten werden nicht mehr von Boeing, sondern von Loral gebaut. ICO-G1 ist mit einer 12-m-Antenne für Signale im 2-GHz-Frequenzbereich (S-Band) ausgestattet und soll mobile Sprach- und Datenkommunikation in Nordamerika (USA, Puerto Rico und den Amerikanischen Jungferninseln) ermöglichen. Sein Start erfolgte am 14. April 2008 mit einer Atlas-V-Rakete. Es ist der schwerste Satellit der bisher mit einer solchen Rakete in den Orbit gebracht wurde. 30 Minuten nach dem Abheben trennte sich der Satellit von der letzten Raketenstufe und 15 Minuten später wurden die ersten Signale empfangen. Inzwischen hat er seinen normalen Dienst aufgenommen.
Die von der ITU zugewiesene Netzkennung für das ICO-Netz ist 901-01.